# Николаус (Мьорс-Сарверден)
Николаус фон Мьорс-Сарверден (на немски: Nikolaus von Mörs-Saarwerden; * пр. 1463; † сл. 25 април 1495) е граф на Мьорс и Сарверден в Елзас (1483 – 1488).

## Произход
Той е най-големият син на граф Якоб I фон Мьорс-Сарверден († 1483) и първата му съпруга графиня Анастасия фон Лайнинген († 1452), дъщеря на граф Емих VII фон Лайнинген-Харденбург, фогт на Долен Елзас († 1452) и маркграфиня Беатрикс фон Баден († 1452). Внук е на граф Йохан I фон Мьорс-Сарверден († 1431) и Аделхайд фон Геролдсек, наследничка на Лар-Малберг († сл. 1440).
Сестра му Аделхайд († сл. 1516) се омъжва на 1470 г. за граф Вилхелм фон Мандершайд († 1508), син на Дитрих III фон Мандершайд-Бланкенхайм. По-голям полубрат е на Йохан III (II) († 1507), граф на Сарверден и Мьорс, господар на Лар-Малберг (1488 – 1527), и Якоб II († 1514), граф на Сарверден и Мьорс, господар на Лар-Малберг.

## Фамилия
Николаус фон Мьорс-Сарверден се жени за Барбара фон Финстинген-Шваненхалс († 26 юли 1492 – 21 март 1494), дъщеря на Йохан фон Финстинген-Шваненхалс († 1467) и Беатрикс фон Огевилер († сл. 1489). Те имат две дъщери:
- Йохана († 1513), наследничка на Финстинген и Димеринген, омъжена на 17 ноември 1478 г. за вилд и Рейнграф Йохан VI фон Залм-Даун-Кирбург († 1499)
- Анастасия († пр. 24 октомври 1557), омъжена на 5 юли 1494 г. за Герлах IV фон Изенбург-Гренцау († 1530)